# Phan Thanh Hùng
Phan Thanh Hùng  (sinh năm 1960 tại Đà Nẵng) là cựu cầu thủ và huấn luyện viên bóng đá Việt Nam. Ông từng là huấn luyện viên trưởng CLB SHB Đà Nẵng đội tuyển quốc gia và đội tuyển U23 quốc gia Việt Nam năm 2012.

## Sự nghiệp

### Cầu thủ
Khi còn là cầu thủ, ông là một cầu thủ đa năng, có thể thi đấu nhiều vị trí. Vị trí sở trường là tiền vệ hoặc tiền đạo, tuy nhiên khi cần ông cũng có thể chơi ở vị trí hậu vệ. Ông đã giành được chức vô địch giải bóng đá quốc gia năm 1992 với đội Quảng Nam Đà Nẵng và 1 lần giành huy chương bạc giải quốc gia. Ông cùng với đội bóng Quảng Nam Đà Nẵng lọt vào tới bán kết cúp C2 châu Á năm 1992. Đây là kết quả tốt nhất của các đội bóng Việt Nam ở sân chơi châu lục.
Năm 1991, ông được gọi vào đội dự tuyển quốc gia tham dự SEA Games 16. Tuy nhiên, ông nằm trong số 11 cầu thủ đã đào nhiệm. Do sự kiện này, ông đã bị treo giò trong một thời gian. Ông trở lại đội tuyển năm 1993 để thi đấu vòng loại World Cup 1994 khi đã 33 tuổi. Ông đã ghi một bàn cho đội tuyển Việt Nam trong trận thua trước Singapore 2-3 vào phút 77. Đây cũng là bàn thắng duy nhất của Phan Thanh Hùng ghi cho đội tuyển Việt Nam. Sau đó, Phan Thanh Hùng cũng tham gia SEA Games 17, nhưng thi đấu không thành công.

### Quốc tế
| Năm       | Số lần ra sân | Số bàn thắng |
| --------- | ------------- | ------------ |
| 1993      | 5             | 1            |
| Tổng cộng | 5             | 1            |

### Bàn thắng
| # | Lần ra sân | Ngày                | Địa điểm    | Đối thủ   | Tỷ số | Kết quả | Giải đấu                 |
| - | ---------- | ------------------- | ----------- | --------- | ----- | ------- | ------------------------ |
| 1 | 2          | 13 tháng 4 năm 1993 | Doha, Qatar | Singapore | 2–3   | 2–3     | Vòng loại World Cup 1994 |

### Huấn luyện viên
Trước khi chính thức dẫn dắt đội tuyển bóng đá quốc gia Việt Nam vào ngày 1/9/2012, ông Hùng đã khá thành công từ các giải trẻ, sau đó thì kiêm nhiệm một câu lạc bộ giàu có ở vô địch quốc gia Việt Nam.
- Vô địch Giải bóng đá U14 quốc tế Yamaha năm 2004 khi dẫn dắt U14 Đà Nẵng.
- Hạng nhì vòng chung kết U17 Việt Nam năm 2006 trong vai trò huấn luyện viên trưởng U17 Đà Nẵng.
- Hạng nhì vòng chung kết U17 Việt Nam năm 2007 trong vai trò huấn luyện viên trưởng U17 Đà Nẵng.
- Vô địch giải U21 báo Thanh niên năm 2008 khi dẫn dắt U21 Đà Nẵng.
- Vô địch AFF Suzuki Cup 2008 cùng đội tuyển Việt Nam trong vai trò trợ lý.
- Vô địch giải U21 báo Thanh niên năm 2009 khi dẫn dắt U21 Đà Nẵng.
- Hạng nhì Seagame 2009 cùng đội tuyển U23 Việt Nam trong vai trò trợ lý.
- Vô địch V-league 2010 trong vai trò huấn luyện viên trưởng câu lạc bộ Hà Nội T&T.
- Vô địch V-league 2013 trong vai trò huấn luyện viên trưởng câu lạc bộ Hà Nội T&T.
- Vô địch Siêu cúp Việt Nam 2010 trong vai trò huấn luyện viên trưởng câu lạc bộ Hà Nội T&T.
- Hạng nhì V-league 2011 trong vai trò huấn luyện viên trưởng câu lạc bộ Hà Nội T&T.
- Hạng nhì V-league 2012 trong vai trò huấn luyện viên trưởng câu lạc bộ Hà Nội T&T.
- Hạng nhì V-league 2014 trong vai trò huấn luyện viên trưởng câu lạc bộ Hà Nội T&T.

Vì đội tuyển Việt Nam thi đấu không thành công tại AFF Cup 2012, ông Hùng đã từ chức huấn luyện viên trưởng.
Đầu năm 2016 Phan Thanh Hùng chuyển về làm Huấn luyện viên trưởng câu lạc bộ Than Quảng Ninh.
Kết thúc mùa giải 2016, ông cùng đội Than Quảng Ninh đoạt chức vô địch Cup Quốc gia và Siêu cúp Quốc gia.
Năm 2019, ông và đội bóng đã đánh bại Hà Nội với tỉ số 4-2 để đứng thứ 3 chung cuộc.